# Comuna Călinești, Maramureș
Călinești (în maghiară: Felsőkálinfalva) este o comună în județul Maramureș, Transilvania, România, formată din satele Călinești (reședința), Cornești și Văleni.

## Obiective turistice
- Biserica de lemn din Călinești Căeni
- Biserica de lemn din Călinești Susani
- Biserica de lemn din satul Văleni
- Biserica de lemn din satul Cornești
- Valea Izei și Dealul Solovan (sit de importanță comunitară inclus în rețeaua europeană Natura 2000).
- Monumentul Eroilor din satul Călinești
- Monumentul Eroilor din satul Văleni

## Demografie
Componența etnică a comunei Călinești
     Români (93,77%)
     Alte etnii (0,46%)
     Necunoscută (5,77%)
Componența confesională a comunei Călinești
     Ortodocși (55,23%)
     Greco-catolici (26,96%)
     Penticostali (5,94%)
     Martori ai lui Iehova (3,12%)
     Alte religii (2,72%)
     Necunoscută (6,03%)
Conform recensământului efectuat în 2021, populația comunei Călinești se ridică la 3.049 de locuitori, în scădere față de recensământul anterior din 2011, când fuseseră înregistrați 3.178 de locuitori. Majoritatea locuitorilor sunt români (93,77%), iar pentru 5,77% nu se cunoaște apartenența etnică. Din punct de vedere confesional, majoritatea locuitorilor sunt ortodocși (55,23%), cu minorități de greco-catolici (26,96%), penticostali (5,94%), martori ai lui Iehova (3,12%) și altele (1,61%), iar pentru 6,03% nu se cunoaște apartenența confesională.

## Politică și administrație
Comuna Călinești este administrată de un primar și un consiliu local compus din 13 consilieri. Primarul, Petru Nemeș[*], de la Partidul Social Democrat, este în funcție din octombrie 2020. Începând cu alegerile locale din 2024, consiliul local are următoarea componență pe partide politice:
|  | Partid                          | Consilieri | Componența Consiliului | Componența Consiliului | Componența Consiliului | Componența Consiliului | Componența Consiliului |
|  | ------------------------------- | ---------- | ---------------------- | ---------------------- | ---------------------- | ---------------------- | ---------------------- |
|  | Partidul Social Democrat        | 5          |                        |                        |                        |                        |                        |
|  | Partidul Național Liberal       | 4          |                        |                        |                        |                        |                        |
|  | Alianța pentru Unirea Românilor | 1          |                        |                        |                        |                        |                        |
|  | Uniunea Salvați România         | 1          |                        |                        |                        |                        |                        |
|  | Forța Dreptei                   | 1          |                        |                        |                        |                        |                        |
|  | Partidul Puterii Umaniste       | 1          |                        |                        |                        |                        |                        |

## Imagini

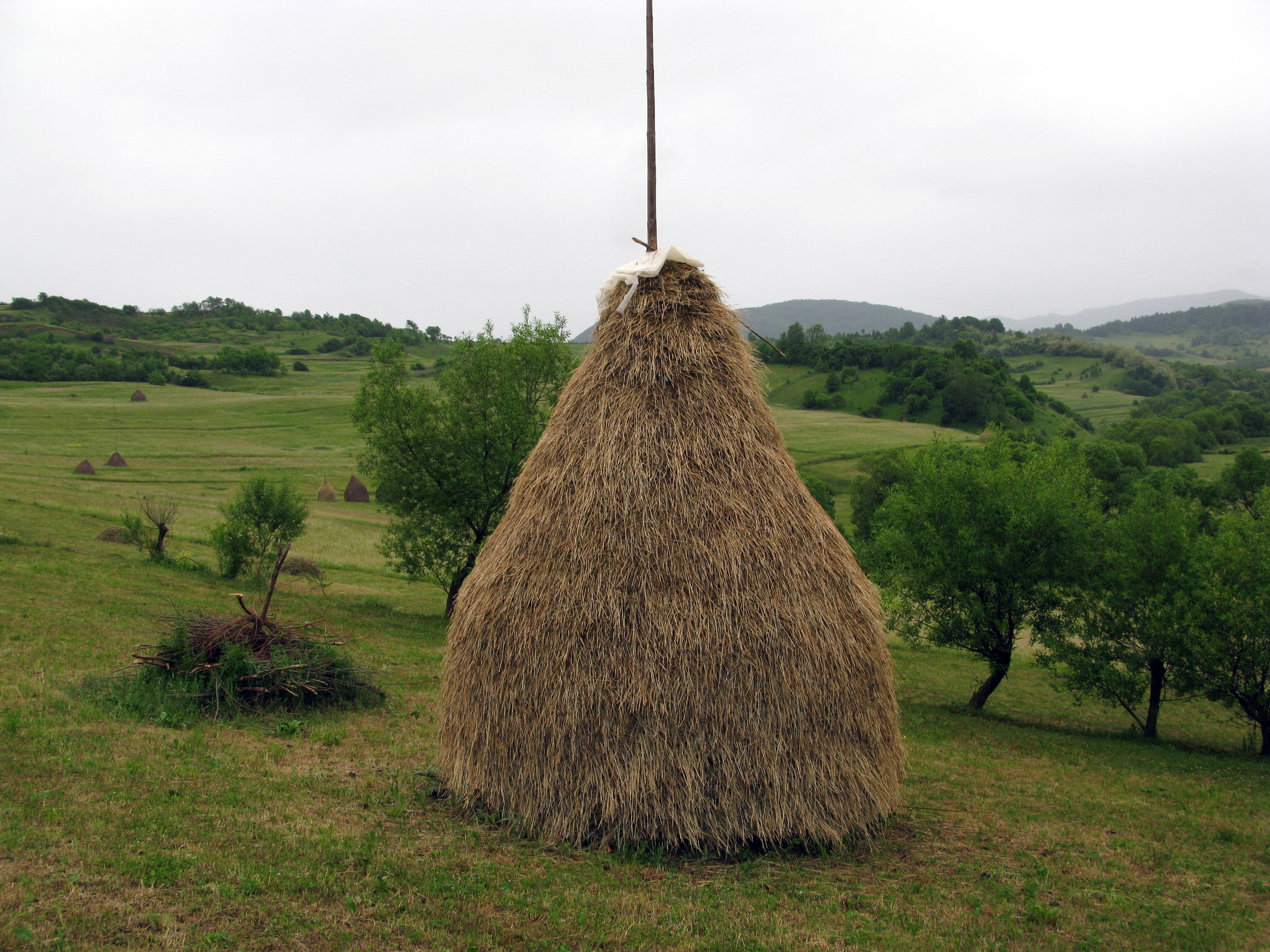
Călinești
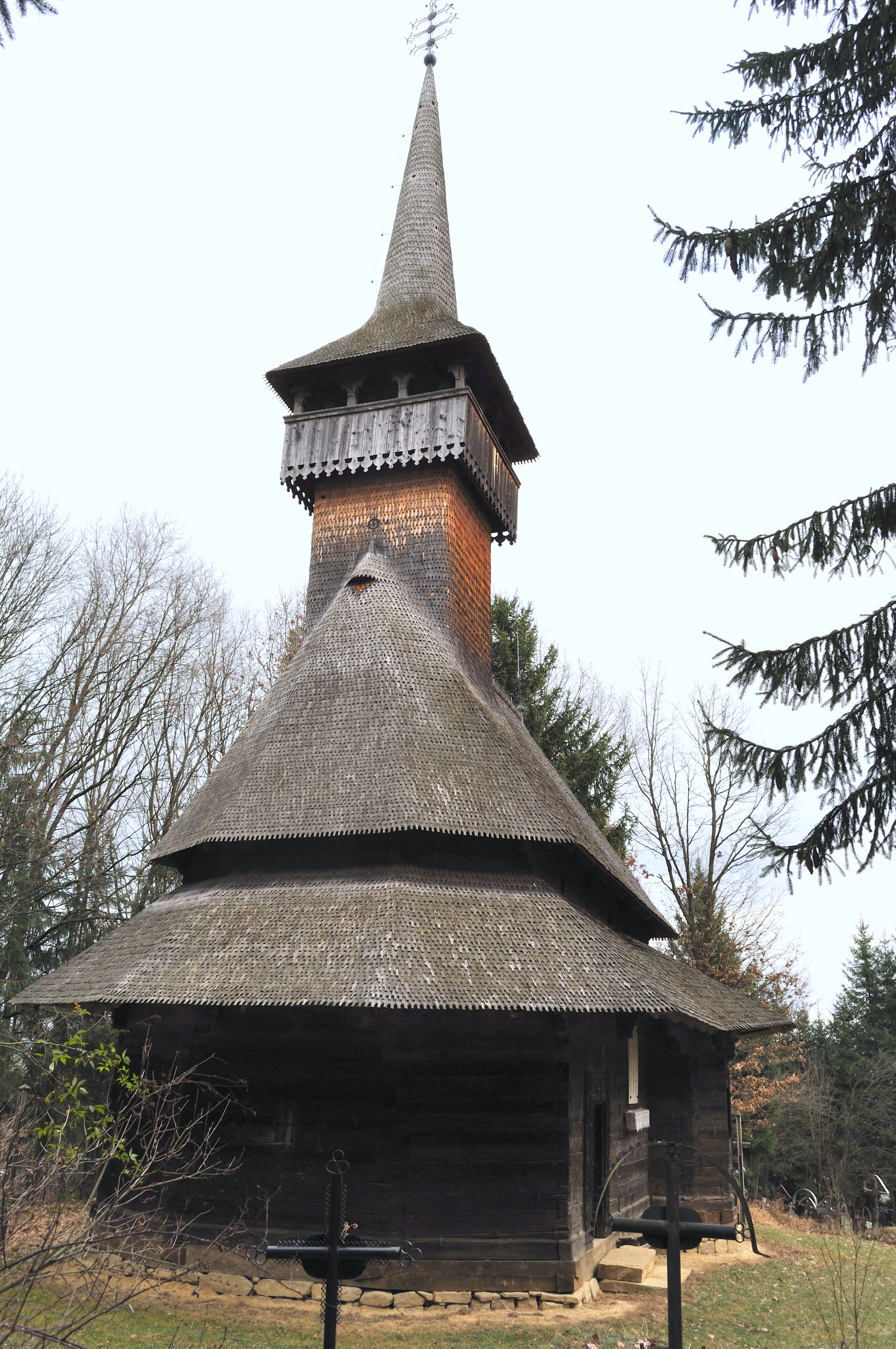
Biserica de lemn „Adormirea Maicii Domnului” din Călinești-Susani
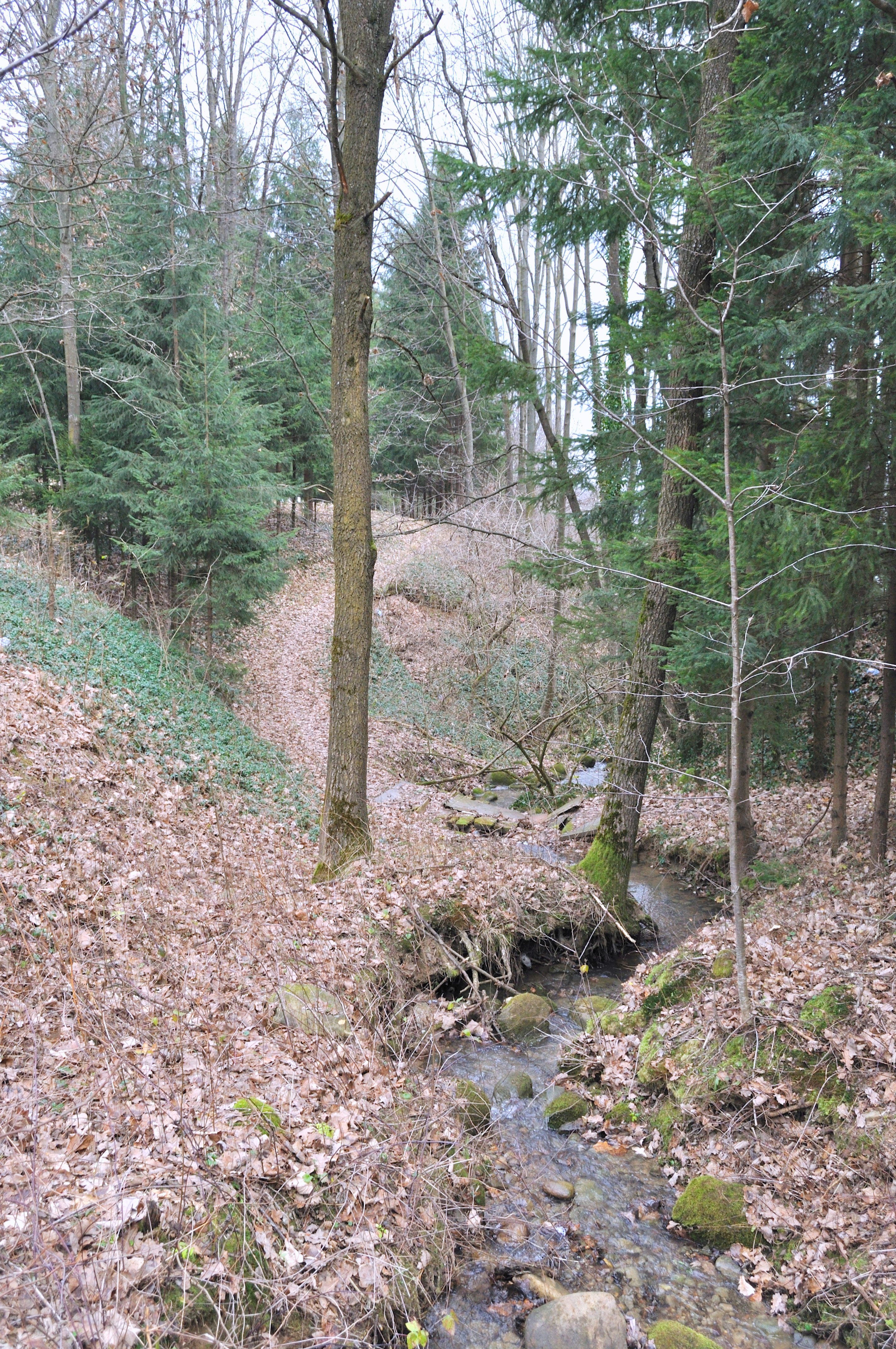
Împrejurimile bisericii: Valea Iughii
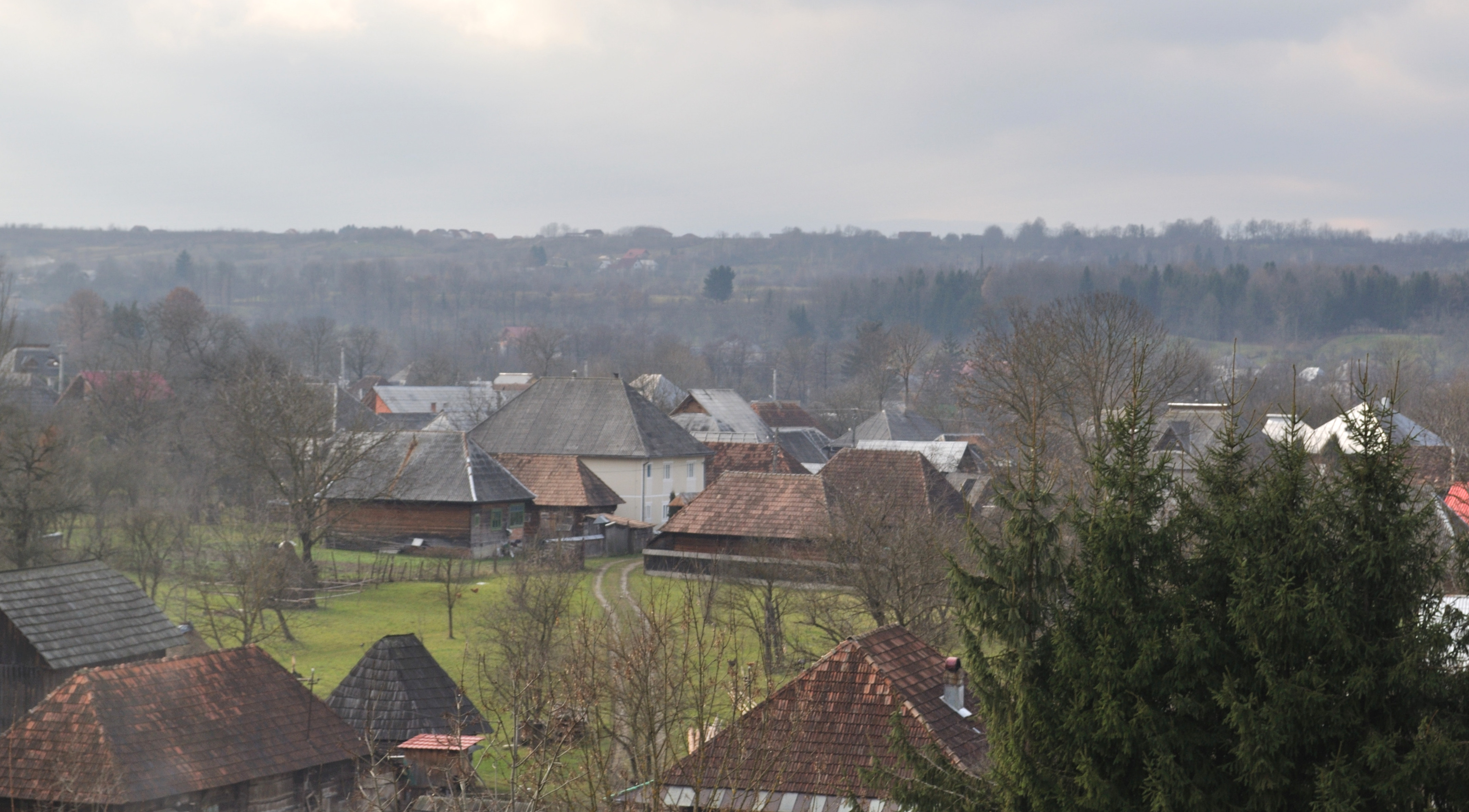
Călinești
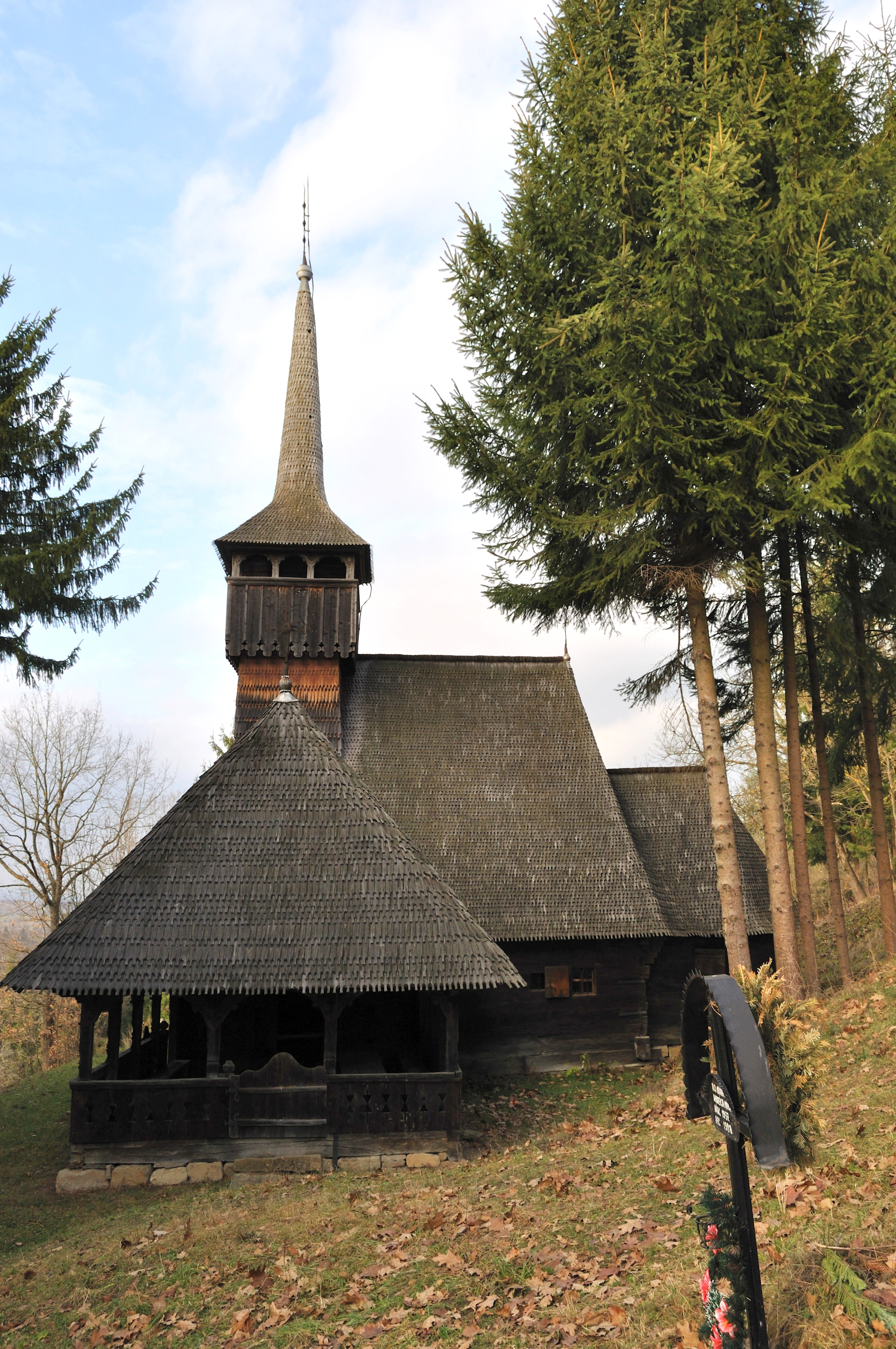
Biserica de lemn „Nașterea Maicii Domnului” din Călinești-Căeni
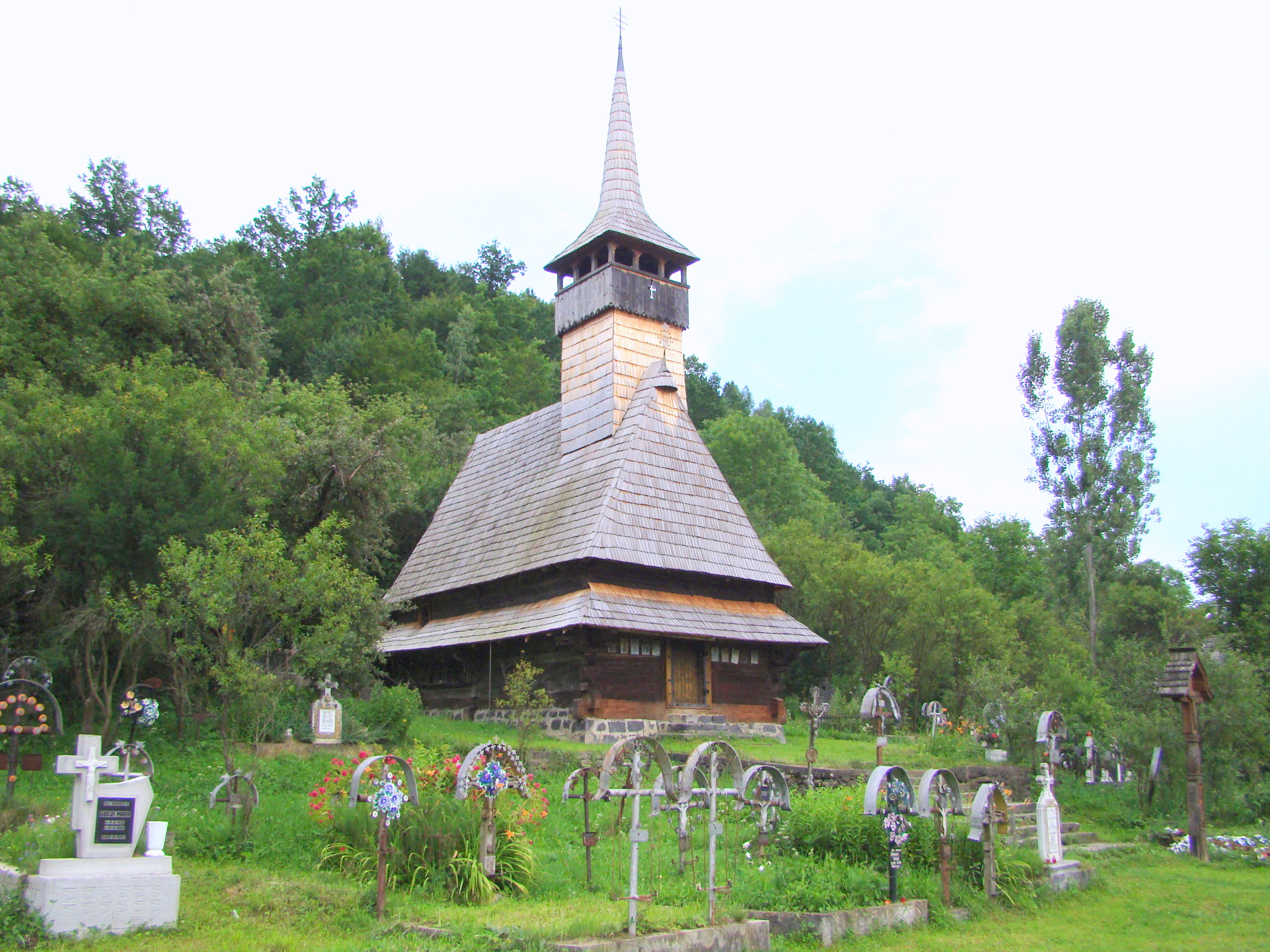
Biserica de lemn din Cornești
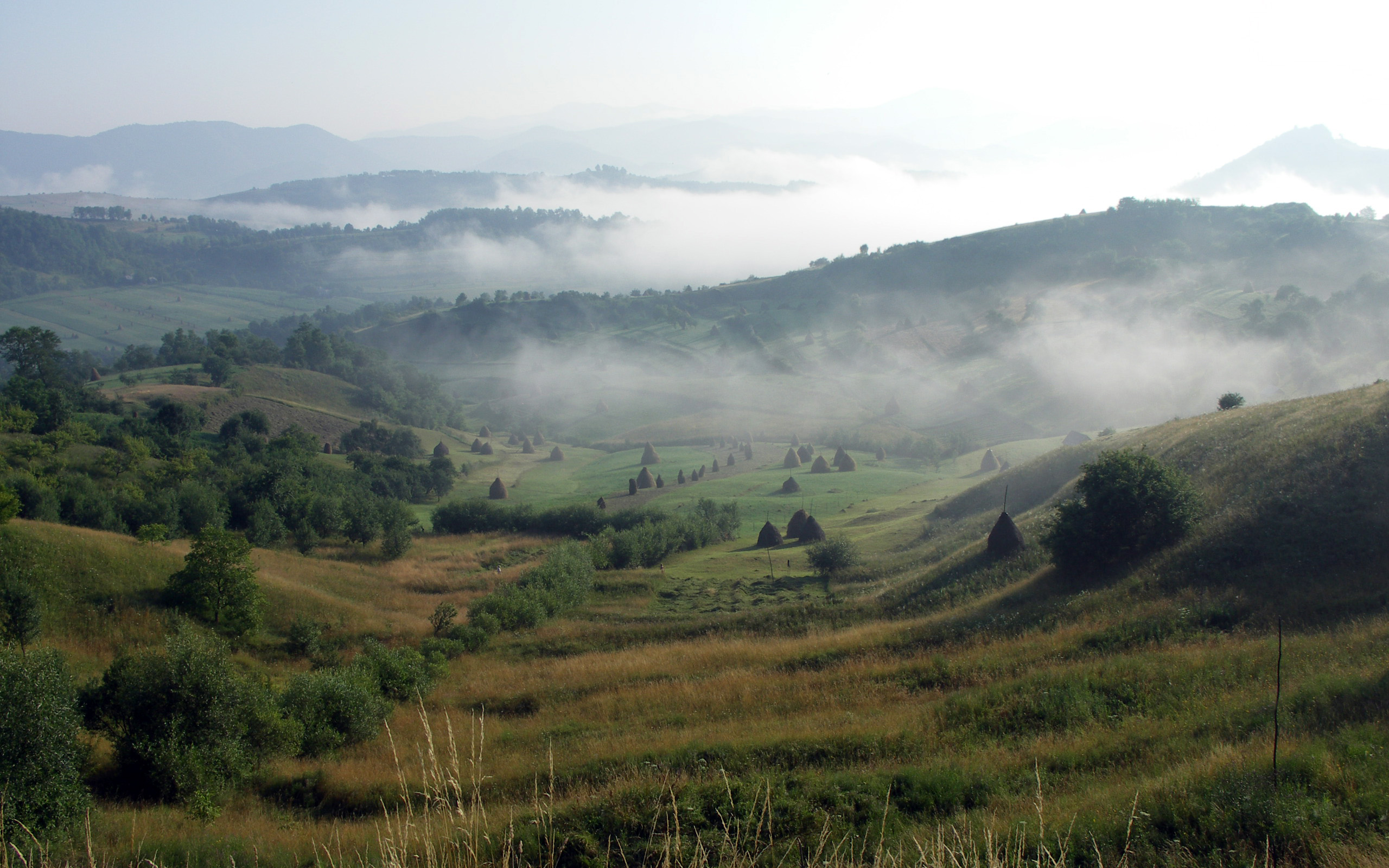
Văleni
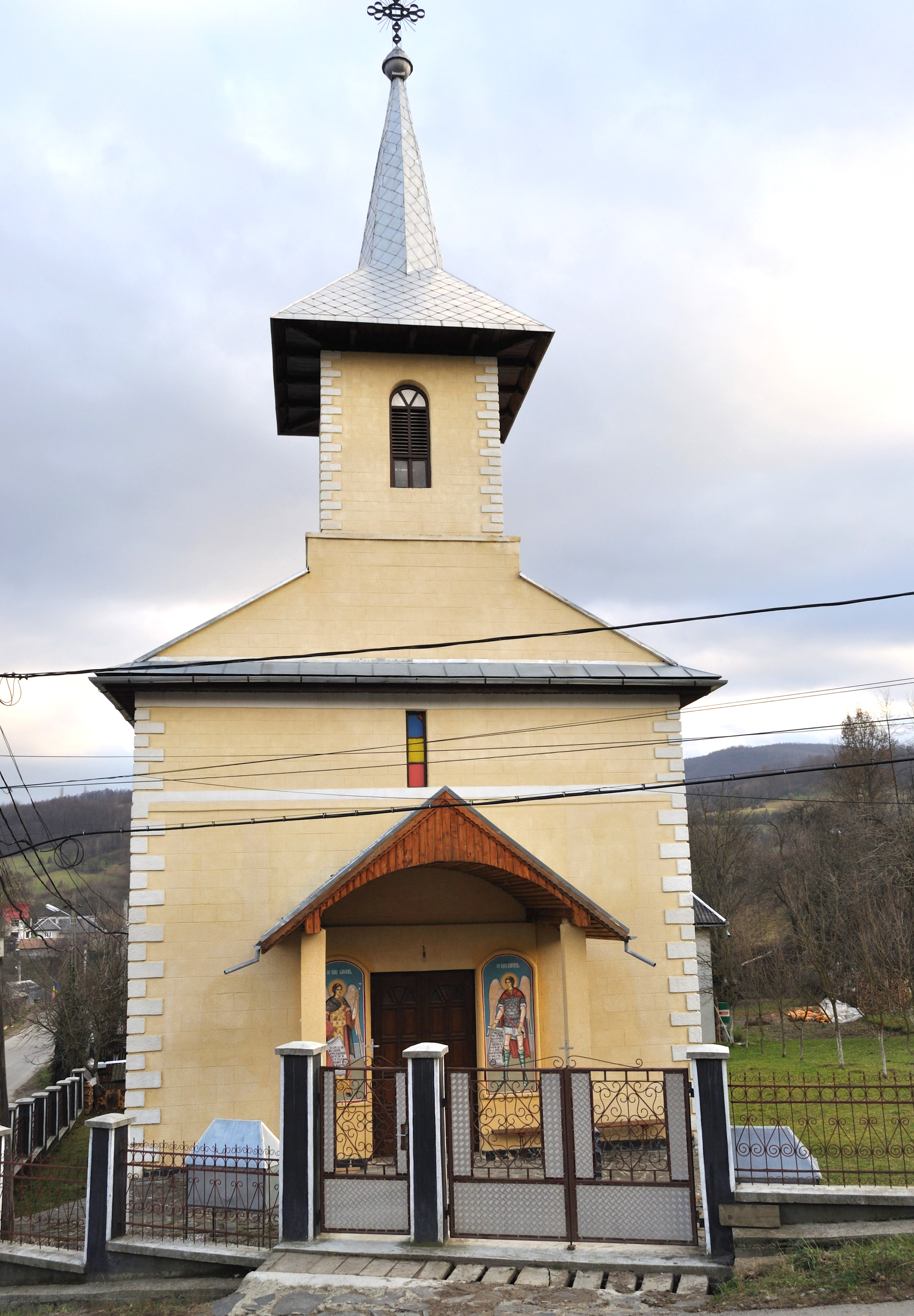
Biserica de zid „Sfinții Arhangheli” din Văleni
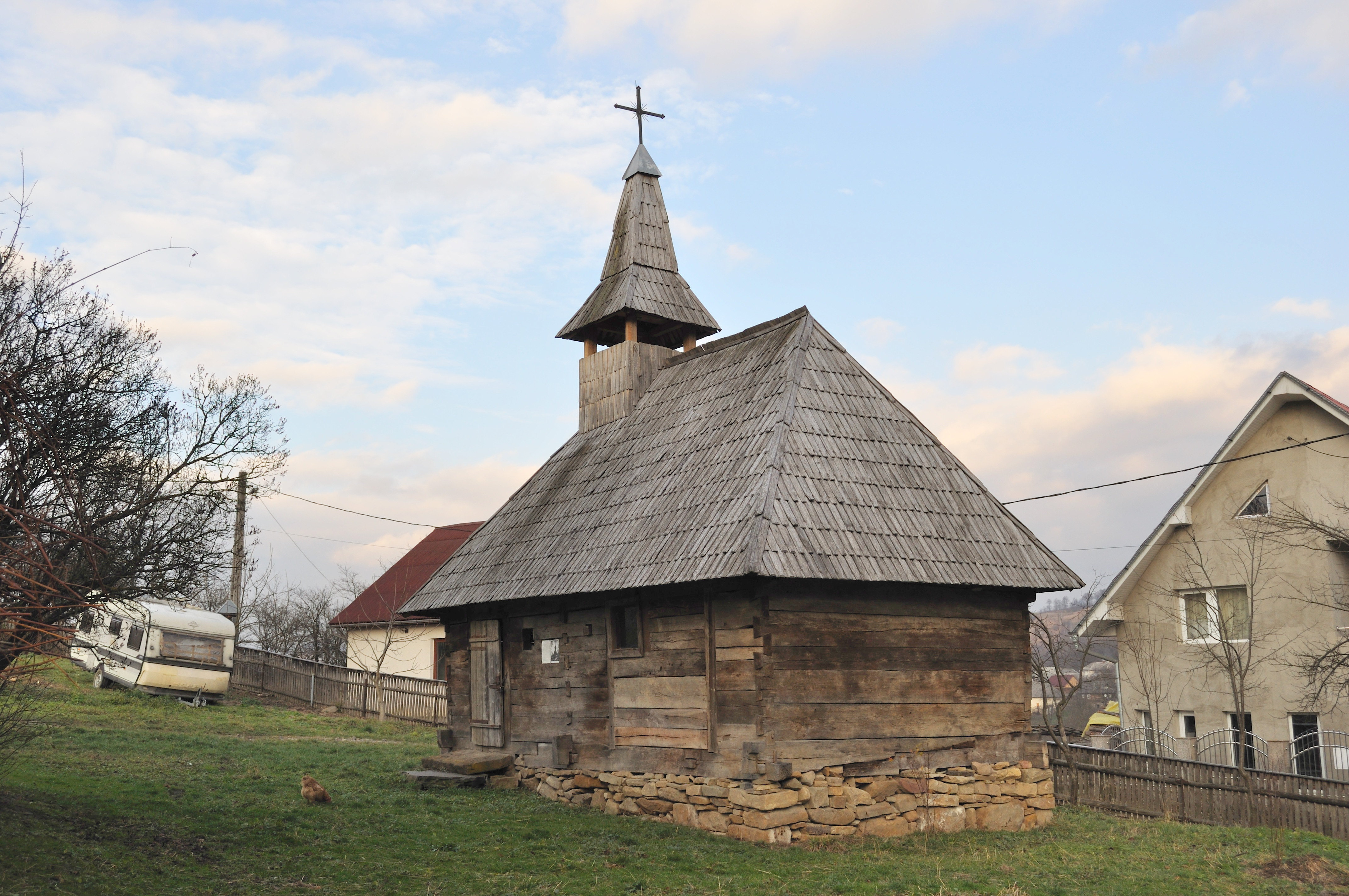
Biserica de lemn